# Postulaten van Euclides

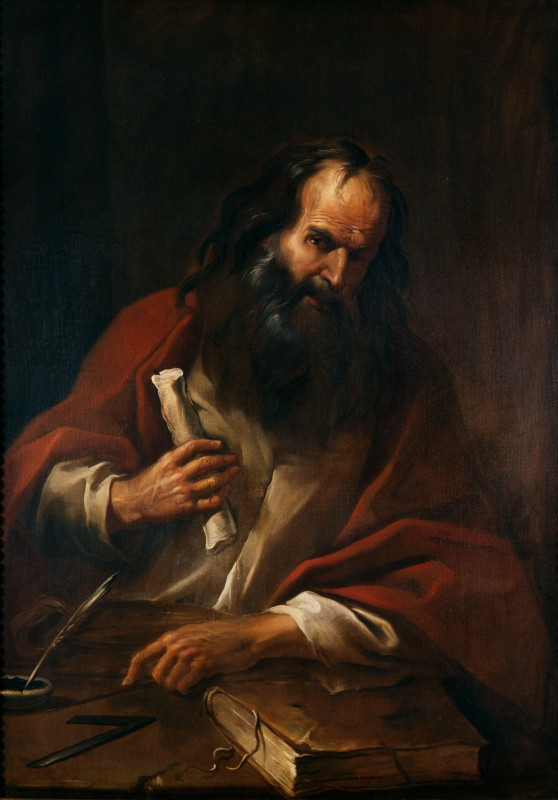
Euclides door Justus van Gent (±1474)

De vijf postulaten van Euclides zijn de vijf axioma's uit het meesterwerk Elementen van Euclides waarmee de grondslagen van de meetkunde worden gelegd.
Deze vijf postulaten zijn:
1. Door twee punten kan altijd een rechte lijn getrokken worden.
2. Elke rechte lijn kan eindeloos als rechte lijn uitgebreid worden.
3. Elk lijnstuk kan de straal zijn van een cirkel met een van de uiteinden van dat lijnstuk als middelpunt.
4. Alle rechte hoeken zijn congruent.
5. Als twee lijnen een derde lijn zo snijden dat de som van de binnenhoeken aan een kant kleiner is dan twee rechte hoeken, dan moeten deze twee lijnen elkaar onvermijdelijk snijden als ze genoeg verlengd worden.

Het vijfde postulaat wordt het parallellenpostulaat genoemd. Het is de complexe formulering door Euclides van het ermee equivalente axioma van Playfair:
- Door een punt buiten een oneindig lange rechte lijn gaat precies één oneindig lange lijn die de eerste niet snijdt.

De meetkunde die mede op dit laatste postulaat gebaseerd is, heet euclidische meetkunde. De rechte lijnen in deze meetkunde kun je je voorstellen als in een plat vlak: de twee lijnen in het parallellenpostulaat zijn dan als de spoorstaven van treinrails, die elkaar immers ook nooit snijden.
Geen enkel van de postulaten kan bewezen worden. Het zijn uitgangspunten waarop de meetkunde is gebaseerd. Vele wiskundigen hebben geprobeerd het vijfde postulaat te bewijzen uit de vier andere, maar tevergeefs. 
Sterker nog: er zijn (even onbewijsbare) alternatieven voor:
- de elliptische meetkunde
- de hyperbolische meetkunde

Deze worden niet-euclidische meetkundes genoemd.

## Elliptische meetkunde
In de elliptische meetkunde wordt het vijfde postulaat als volgt geformuleerd:
- Door een punt buiten een oneindig lange rechte lijn is er geen oneindig lange lijn die de eerste niet snijdt.

Hier moet je je losmaken van het gebruikelijke beeld van een punt en een rechte lijn. Een 'rechte lijn' is hier een (deel van een) grootcirkel om een bol, dat is een cirkel die het centrum van de bol als middelpunt heeft, zoals de evenaar van de aardbol. Een 'punt' bestaat hier uit twee helften, een aan de ene kant van de bol en een precies aan de andere kant. Dit lijkt vreemd, maar het is niet in tegenspraak met de eerste vier postulaten.
En nu komt het: een tweetal 'rechte lijnen' door twee verschillende 'punten' snijden elkaar altijd, en wel in één 'punt'. Dit is een ontkenning van het 5e postulaat van Euclides.

## Hyperbolische meetkunde
In de hyperbolische meetkunde wordt het vijfde postulaat als volgt geformuleerd:
- Door een punt buiten een oneindig lange rechte lijn gaan ten minste twee oneindig lange lijnen die de eerste niet snijden.

Deze meetkunde kun je je voorstellen als een die zich afspeelt binnen een cirkel, waar een 'rechte lijn' een cirkelsegment is die de eerstgenoemde cirkel loodrecht snijdt (alle middellijnen van de cirkel horen daar ook bij).

## Analogieën
Er is een analogie met kegelsneden, zodat de euclidische meetkunde kan worden opgevat als een grensgeval tussen de elliptische en hyperbolische, en dus 'parabolische' meetkunde zou mogen heten.